# Cratere de Ayala
de Ayala  è un cratere sulla superficie di Venere. Deve il suo nome a Josefa de Ayala, pittrice iberica.